# 小行星18785
小行星18785（18785 Betsywelsh）是一颗绕太阳运转的小行星，为主小行星带小行星。该小行星于1999年5月10日发现。

## 轨道参数
小行星18785的轨道半长轴为2.2708864 UA，离心率为0.149。